# Fadli Kamis
Fadli Kamis (* 7. November 1992 in Singapur), mit vollständigen Namen Muhammad Fadli bin Kamis, ist ein singapurischer Fußballspieler.

## Karriere

### Verein
Fadli Kamis stand bis 2013 bei Geylang International unter Vertrag. Hier spielte er hauptsächlich für die Reservemannschaft. In der ersten Liga, der Singapore Premier League, kam er fünfmal zum Einsatz. 2014 wechselte er zum Ligakonkurrenten Young Lions. Die Young Lions sind eine U23-Mannschaft, die 2002 gegründet wurde. In der Elf spielen U23-Nationalspieler und auch Perspektivspieler. Ihnen soll die Möglichkeit gegeben werden, Spielpraxis in der ersten Liga zu sammeln. Für die Lions stand er 46-mal auf dem Spielfeld. 2016 unterschrieb er einen Vertrag bei Balestier Khalsa. Für Balestier bestritt er 125 Erstligaspiele. Hierbei schoss er zwölf Tore. Im Januar 2022 wechselte er zu seinem ehemaligen Verein, dem ebenfalls in der ersten Liga spielenden Geylang International.

### Nationalmannschaft
Fadli Kamis spielte von 2014 bis 2019 dreimal in der singapurischen Nationalmannschaft.